# Константинопольская конвенция (1881)
Константинопольская конвенция была подписана между королевством Греция и Османской империей в Константинополе 2 июля 1881 года. Предусматривала передачу в состав Греции Фессалии (кроме области Эласона) и части южного Эпира (область Арты).

## Предыстория
С началом Восточного кризиса в 1875 году многие в Греции увидели возможность реализовать Великую идею и расширить границы страны на север за счёт Османской империи. В то же время, однако, греческое руководство, начиная с короля Георга I и ниже, зная, что великие державы, и особенно Великобритания, не одобряют такие авантюры, заняло более осторожную позицию, особенно с учётом военной неподготовленности Греции. Эта пассивность была усилена страхом перед панславизмом, порождённым недавним кризисом, связанным с учреждением Болгарского экзархата, что привело к недоверию к предложениям о сотрудничестве всех балканских государств, особенно короля Георга. Таким образом, предложения сербского князя Милана о совместном нападении и разделе Македонии на основе греко-сербского союза 1867 года были отклонены.
Когда восточный кризис перерос в открытую войну с началом сербско-турецкой войны в 1876 году, Российская империя, которую неумолимо тянуло к военному вмешательству в конфликт, предприняла шаги к достижению договоренности с Австро-Венгрией по Рейхштадтскому соглашению. Соглашение предусматривало, что крупное славянское государство не будет создано на Балканском полуострове, что Болгария и Албания станут автономными и что три уже существующих балканских государства — королевство Сербия, королевство Греция и королевство Черногория — аннексируют некоторые территории. Для Греции это были Фессалия, Крит и часть Эпира. Греческое правительство при премьере Александросе Кумундуросе соблюдали строгий нейтралитет в соответствии с пожеланиями короля. Предложения Сербии и Румынии по совместным действиям были отвергнуты, хотя обе страны подчеркивали необходимость действовать, чтобы предотвратить возникновение под эгидой России «Великой Болгарии». Пока великие державы готовились к Константинопольской конференции, греческая общественность заняла провоенную позицию и потребовала действий. Греция была брошена в длительный внутриполитический кризис: король с одной стороны, решительно отказался согласиться на союз с Россией и славянскими балканскими государствами, в то время как Кумундурос и его соперник, Эпаминондас Делигеоргис, по очереди возглавляли правительство. Предложения Константинопольской конференции, хотя и отклоненные османским правительством, были шоком для греческой общественности: несмотря на «правильное» поведение, рекомендованное великими державами, интересы Греции игнорировались, в то время как Россия добивалась прогресса в своих планах для «Великой Болгарии».
Политическая ситуация изменилась с началом русско-турецкой войны 1877—1878 годов, когда Греция начала приближаться к возможности войны. Даже король Георг I, разочаровавшись в британцах, стал отдавать предпочтение более динамичной политике. Однако к тому времени, когда греческое правительство мобилизовало свои силы для вторжения в Фессалию, восстания, начатые в Эпире, Фессалии и Македонии, были разбиты; только на Крите продолжалось восстание; а русские и османы вели переговоры о перемирии.

## Сан-Стефанский мир и Берлинский конгресс
Сан-Стефанский мир вызвал возмущение в Греции. Мало того, что княжество Болгария получило территории, на которые претендовала Греция и частично заселены греческим большинством, но и новая Великая Болгария, поддерживаемая Россией, стала физическим препятствием на пути к конечной цели греческого ирредентизма: Константинополю. Условия договора также шокировали Великобританию и вызвали поворот в британском официальном мышлении от догмы о территориальной целостности Османской империи, которая теперь уже не считалась устойчивой, к использованию Греции в качестве бастиона против панславизма, поддерживаемого Россией. В то же время британцы были заинтересованы в сглаживании греко-османских отношений и, возможно, в создании основы для греко-османского сотрудничества; однако ввиду общественных настроений в Греции такие намерения были нереалистичными, и британцы начали предполагать, что Греция в качестве награды могла бы получить территориальные компенсации. Король Георг I предложил линию Альякмон — Аоос, но, хотя британское правительство начало зондировать османов о некоторых уступках на основе линии Тиамис — Пиньос, оно также отказалось брать на себя какие-либо твёрдые обязательства перед Грецией.
После начала Берлинского конгресса Великобритания преследовала две основные цели: уменьшение Болгарии (и, следовательно, российского влияния на Балканах) и уступку Кипра. Британская дипломатия стремилась использовать греческие притязания как средство для достижения первой цели, и поэтому уже на первой сессии конгресса маркиз Солсбери предложил приглашение греческого представителя по вопросам, касающимся «греческих провинций Турции» — Крита, Фессалии, Эпира, Македонии и Фракии. Столкнувшись с жёсткой российской оппозицией, в конце концов было принято французское предложение, согласно которому Грецию приглашали для участия только в заседаниях, касающихся прилегающих к ней территорий — Эпира и Фессалии, а также Крита. Представителю Греции, Теодоросу Дилияннису было приказано претендовать на Эпир и Фессалию, а также на Крит. Он должен был поддержать те великие державы, которые выступали против болгарской экспансии в Македонию и Фракию, и, если возможно, обеспечить некую автономию для «отдалённых греческих провинций» под эгидой великой державы. Вопрос о Восточных Спорадах, включая автономное княжество Самос, вообще не поднимался. Дилияннис и посол Греции в Берлине Александрос Ризос Рангавис представили аргументы Греции 29 июня. Хотя Германия и Россия были благосклонны к уступке Фессалии и Крита, претензии Греции стали предметом закулисной торговли между великими державами; британцы особенно использовали этот вопрос, чтобы заставить османского султана подписать тайную Кипрскую конвенцию, по которой Османская империя уступала Кипр Великобритании, угрожая в противном случае поддержать греческие претензии. После того, как султан подчинился, британская делегация стала враждебно относиться к претензиям Греции.  Их поддерживал только министр иностранных дел Франции Уильям Генри Ваддингтон. Наконец, в Тринадцатом протоколе от 5 июля 1878 года великие державы призвали Порту согласовать с Грецией новую демаркацию их границ в Фессалии и Эпире. Державы предложили линию Тиамис — Пиньос, но оставили вопрос намеренно расплывчатым и оставили на усмотрение двух правительств; только если последние не придут к соглашению, великие державы предложат посредничество между ними.
Османское правительство, однако, отказалось выполнять условия протокола, что привело Грецию и Османскую империю на грань войны. В конце концов великие державы оказали давление на Грецию, чтобы уменьшить её притязания.

## Условия договора
24 мая 1881 года великие державы и Османская империя подписали договор, который определил новую греко-турецкую границу, что привело к включению большей части Фессалии (кроме области Эласона) и области Арты в Грецию. Среди прочих мер Греция, в свою очередь, обязуется уважать религиозную идентичность и автономию, а также владения значительной части мусульманского населения Фессалии (включая частные владения султана и османской императорской семьи). Договор был ратифицирован Грецией и османским правительством 2 июля, он был подписан греческим послом в Константинополе Андреас Кундуриотис и Сервер-пашой, главой османского Государственного совета (Шура-и-девлет) Османской империи.